# La France (Luftschiff)

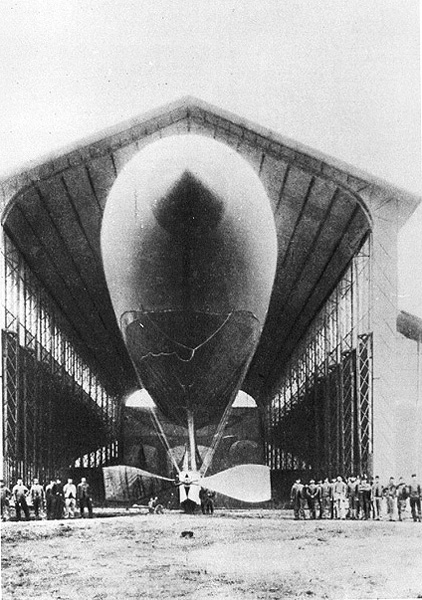
La France aus dem Jahr 1884 ist das erste voll steuerbare Luftschiff.

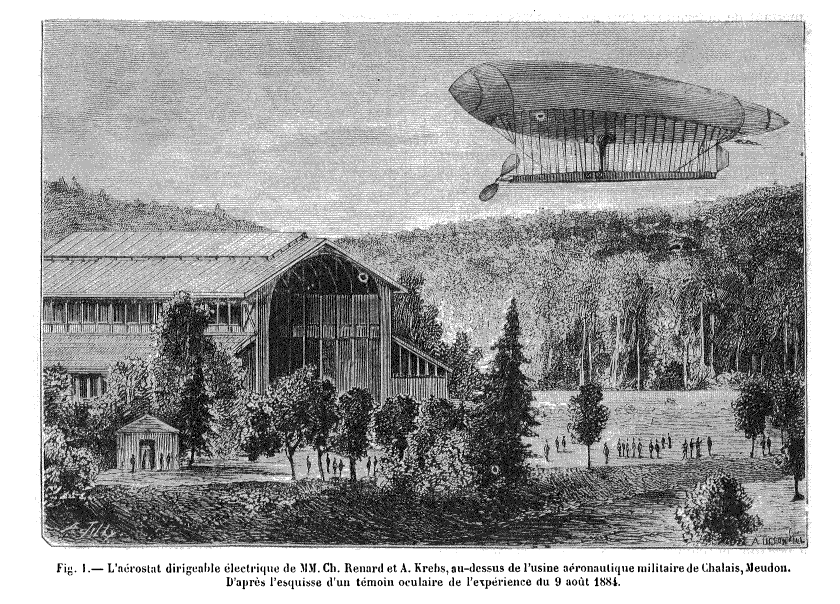
La France

Die La France war das erste französische Militärluftschiff. Es wurde 1884 gebaut.

## Technische Daten
Die La France hatte eine Länge von 50,42 Metern, einen Durchmesser von 8,40 Metern und ein Volumen von 1864 m³. Sie wurde mit einem 9 PS leistenden Elektromotor nach dem Gramme’schen Prinzip angetrieben, der von einer Chlorchromat-Batterie „besonderer Konstruktion“ gespeist wurde. Die im Durchmesser etwa 7 Meter große, zweiblättrige Schraube war am Vorderteil des Ballons angebracht, das Steuerruder befand sich hinten. Die 35 m lange Gondel bestand aus Bambusstangen, die mit Seide und Leinwand bespannt waren. Mit Hilfe eines Laufgewichts konnte der Schwerpunkt des Luftschiffs verändert werden. Im Mai 1884 wurde die La France in der Militär-Luftschifferanstalt in Chalais-Meudon fertiggestellt.

## Fahrten
Arthur Constantin Krebs und Charles Renard gelang mit der La France am 9. August 1884 die erste vollständig gesteuerte Fahrt eines Luftschiffes, bei der mit eigener Kraft zum Aufstiegsort zurückgekehrt wurde. Bei sieben Fahrten zwischen 1884 und 1885 kehrte La France fünf Mal zum Startpunkt zurück.
| Nr. der Fahrt | Datum              | Schrauben- umdrehungen pro Minute | Fahrtge- schwindig- keit in Meter pro Sekunde | Verlauf, Anmerkung                                                    |
| ------------- | ------------------ | --------------------------------- | --------------------------------------------- | --------------------------------------------------------------------- |
| 1             | 09. August 1884    | 42                                | 4,58                                          | Rückkehr nach Chalais. (#1)                                           |
| 2             | 12. September 1884 | 50                                | 5,43                                          | Schaden an der Maschine. Landung in Velizy.                           |
| 3             | 08. November 1884  | 55                                | 6,00                                          | Rückkehr nach Chalais. (#2)                                           |
| 4             | 08. November 1884  | 35                                | 3,82                                          | Rückkehr nach Chalais. (#3)                                           |
| 5             | 25. August 1885    | 55                                | 6,00                                          | Windstärke 6,60 – 7 m/s (= etwa 24–25 km/h). Landung in Villacoublay. |
| 6             | 22. September 1885 | 55                                | 6,00                                          | Rückkehr nach Chalais. (#4)                                           |
| 7             | 23. September 1885 | 57                                | 6,22                                          | Rückkehr nach Chalais. (#5)                                           |

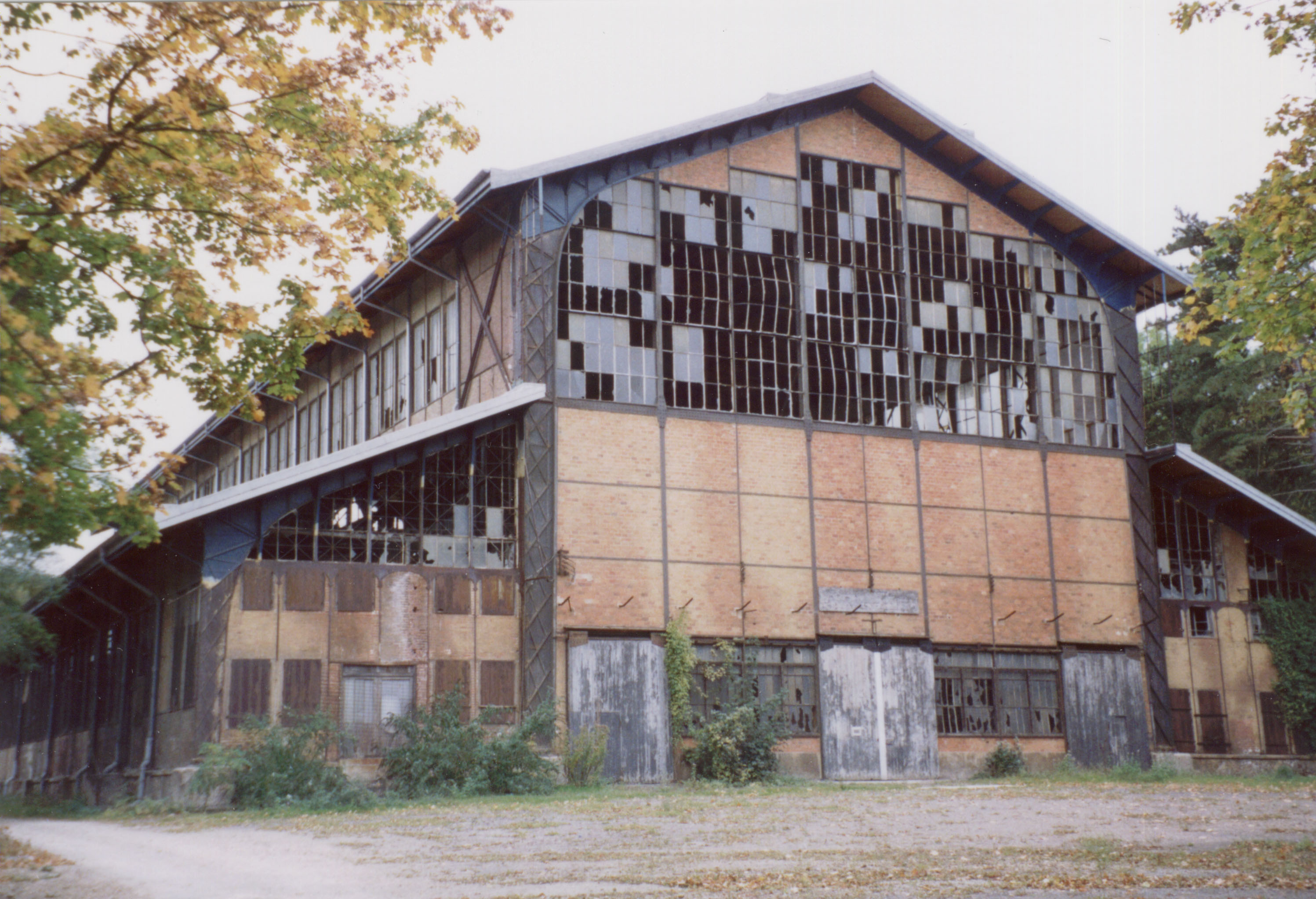
Hangar Y, Chalais Meudon bei Paris, Frankreich 2002

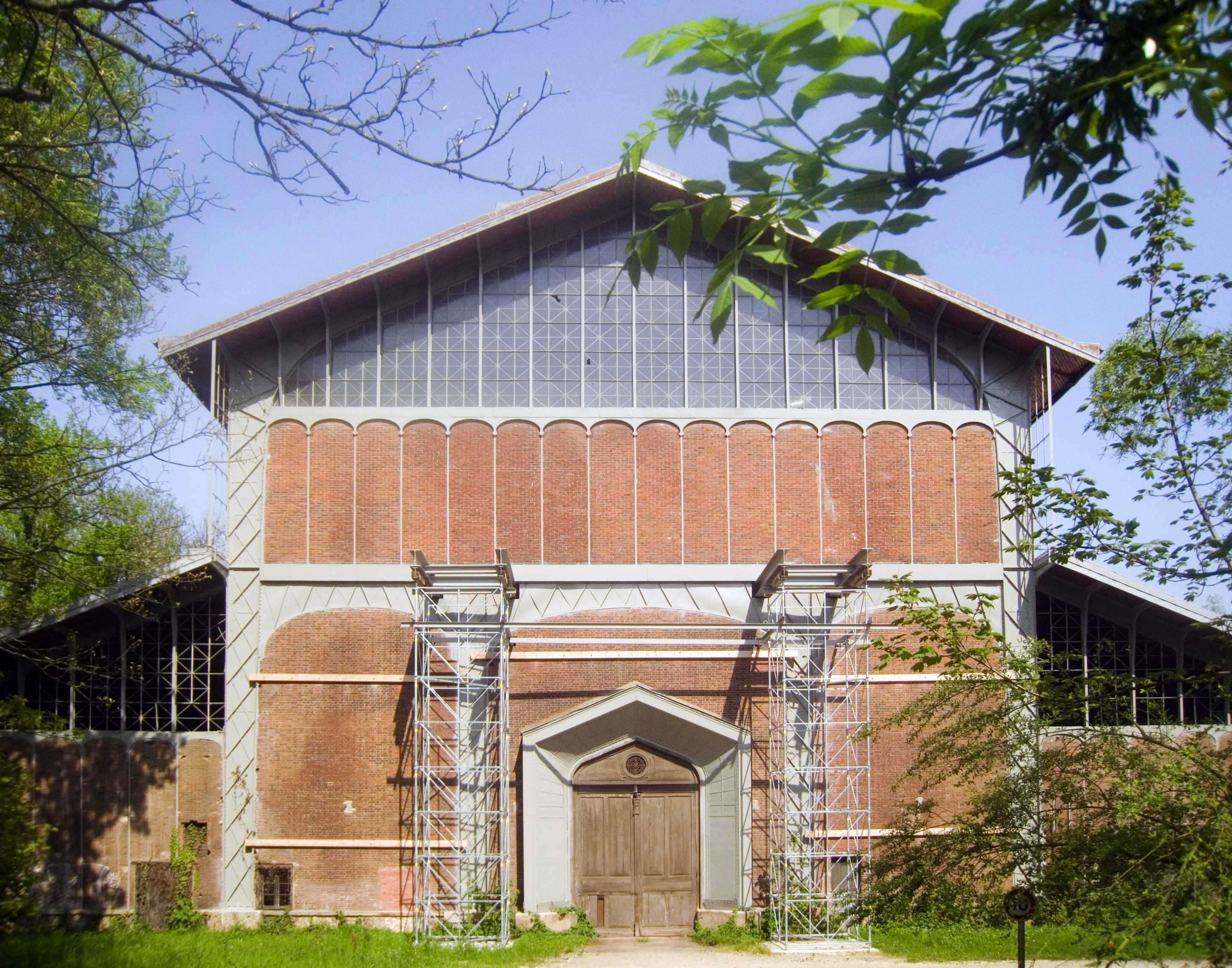
Die Südwest-Fassade des Hangars, 2011

Gebaut wurde La France im Hangar Y im Jahr 1879 bei Chalais Meudon in der Nähe von Paris. Hangar Y ist die älteste Luftschiffhalle der Welt und eine der wenigen, die in Europa heute noch existieren. Frankreich setzte Hangar Y 2002 als Kandidat auf die Tentativliste (etwa ein Aufnahmeantrag) der Liste des Weltkulturerbes.